# Minuartia kitanovii
Minuartia kitanovii är en nejlikväxtart som beskrevs av Panov. Minuartia kitanovii ingår i släktet nörlar, och familjen nejlikväxter. Inga underarter finns listade i Catalogue of Life.